# Mașină de ras

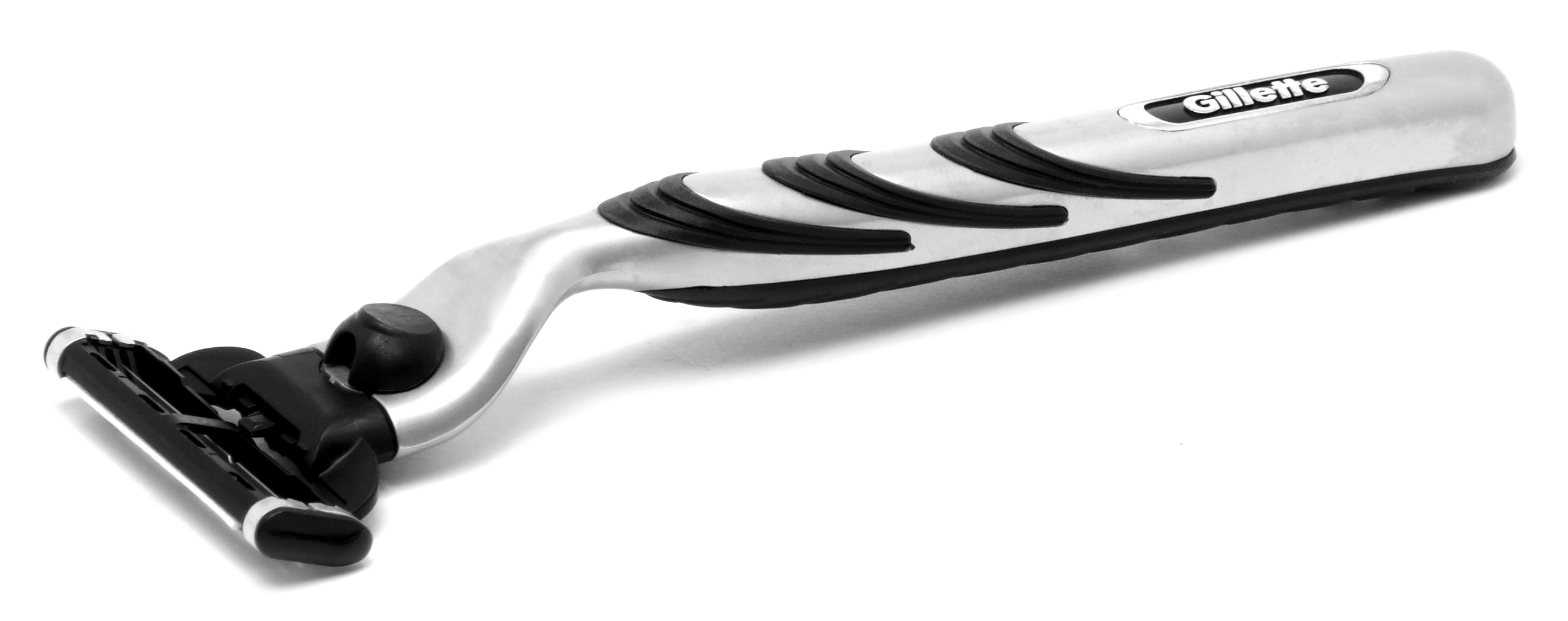
Aparat de bărbierit Gillette Mach-3

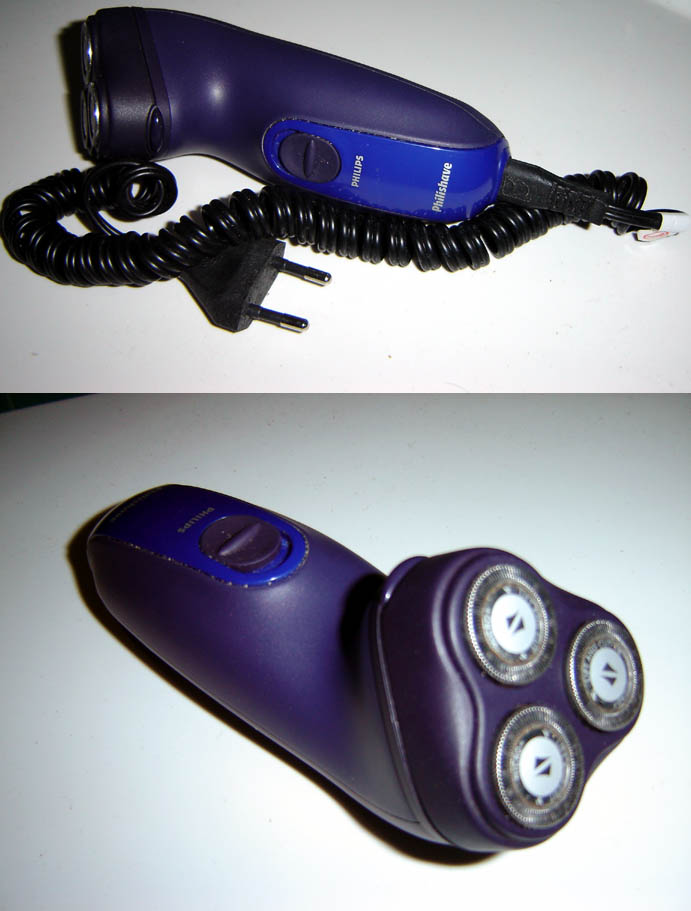
Mașină de ras electrică.

Mașina de ras sau aparatul de bărbierit este un mic aparat care se utilizează la bărbieritul bărbaților.
Primul aparat de ras electric a fost realizat în 1920 și patentat în 1923 de Jacob Schick.